# Columbo: Tödliche Tricks
Tödliche Tricks (Originaltitel: Columbo Goes to the Guillotine) ist eine erstmals auf ABC gesendete Episode der Kriminalfilm-Reihe Columbo aus dem Jahr 1989. Die deutschsprachige Erstausstrahlung der ersten Folge der achten Staffel folgte 1991 auf RTL plus. Der britische Schauspieler Anthony Andrews verkörpert als „Hellseher“ Elliott Blake den Gegenspieler von Inspektor Columbo, dargestellt von Peter Falk.
Mit dem Beginn der achten Staffel wurde die Fernsehreihe nach elf Jahren Unterbrechung fortgesetzt. Das US-amerikanische Network  ABC löste NBC als ausstrahlende Sendekette ab. In Deutschland sicherte sich der Privatsender RTL ab dieser Staffel die Fernsehrechte und behielt sie bis zum Ende der Reihe.

## Handlung
Das von der Regierung unterstützte Anneman Institut forscht unter anderem an übersinnlichen Phänomenen. Elliott Blake ist einer der Probanden und soll in einem Experiment seine hellseherischen Fähigkeiten unter Beweis stellen. Die Leiterin der Organisation, Dr. Paula Hall, überwacht den Test. Sie möchte die staatlichen Fördergelder nicht verlieren und hat sich vorher mit ihrem Geliebten Blake abgesprochen. Aufgrund einiger Fehler erreichen sie jedoch nicht die geforderte Übereinstimmung. Um die anwesenden Behördenvertreter um Mr. Harrow vom CIA endgültig zu überzeugen, soll ein anerkannter Experte eine weitere Prüfung beaufsichtigen. Der Magier Max Dyson, bekannt als „Max, the Magnificent“, hat im Auftrag des Geheimdienstes schon zahlreiche Betrüger entlarvt. Was die Beamten nicht wissen: Dyson und Blake waren früher Freunde und saßen gemeinsam in Uganda im Gefängnis. Beide kommen am Vorabend des Termins zu einer vertraulichen Unterredung zusammen und besprechen den vorgesehenen Ablauf. Tags darauf besteht Blake zur Überraschung aller Anwesenden den Test. Er soll sich mit Mitarbeitern im Außendienst „telepathisch“ in Verbindung setzen und Stadtansichten zeichnen, die sie vor Ort scheinbar zufällig ausgewählt haben. Harrow ist von Blakes angeblichen Fähigkeiten beeindruckt.
Am Nachmittag sucht Blake Dyson in dessen Zauberwerkstatt auf und bedankt sich für die Hilfe im Institut. Im Verlauf des Gesprächs beschuldigt er seinen ehemaligen Kameraden, ihn bei der geplanten Flucht aus dem Gefängnis verraten zu haben. Blake verbrachte seinerzeit drei weitere Jahre hinter Gittern und bedroht Dyson jetzt aus Rache mit einer Waffe. In Todesangst bestreitet dieser jegliche Schuld, woraufhin Blake die Patronen herausnimmt. Als Dyson sich erleichtert auf seine Trick-Guillotine legt, um begonnene Reparaturarbeiten fortzusetzen, löst Blake den ungesicherten Mechanismus aus und tötet ihn. Vom Besitzer der unterhalb des Ateliers befindlichen Bar alarmiert, trifft Columbo am Tatort ein. Sowohl der Haupteingang als auch der Lastenaufzug zur Werkstatt sind von innen verschlossen, sodass zunächst alle Zeichen auf einen tragischen Unfall deuten. Auch ein Suizid erscheint denkbar, nachdem für den Inspektor offensichtlich geworden ist, dass Dysons Selbstachtung durch sein Versagen als Prüfungsleiter stark gelitten haben muss.
Columbo wendet sich an das Institut, wo Blake ihn über die laufenden Studien informiert. Er behauptet, Dyson vor dem Test nie persönlich begegnet zu sein. Im Geschäft von Bert Spindler, einem Bewunderer Dysons, erfährt der Inspektor mehr über die Welt der Illusionisten und lernt auch den jungen Hobbyzauberer Tommy kennen. Ohne den Trick in Gänze zu durchschauen, lässt sich Columbo ein ähnliches Fallbeil vorführen und über die beiden Einstellungen der Lünette – eine sichere und eine tödliche – aufklären. Später überredet er Blake, dessen parapsychologische Begabung bei der Spurensuche in der Werkstatt zu nutzen. Nebenbei berichtet er von Dysons Aufenthalt im ugandischen Gefängnis, ohne dass sein Gegenüber näher darauf eingeht. Während Blake den Raum abschreitet, täuscht er gestenreich den Empfang von „Schwingungen“ vor, die auf Selbstmord des verzweifelten Opfers schließen lassen. Dabei lässt er auch ein Projektil unauffällig verschwinden, das er versehentlich zurückgelassen hat. Unter Aufzählung einer Reihe von zwischenzeitlich zusammengetragenen Indizien kann der Inspektor Blakes Theorie sofort widerlegen. Obwohl es sich um Mord handeln müsse, bleibe aber nach wie vor unklar, wie der Täter den Raum verlassen konnte.
Harrow unterbreitet Blake ein verlockendes Angebot: Er soll eine bedeutsame Aufgabe beim Militär übernehmen. Da es sich um politische Geheimaufträge handelt, würde er allerdings seine bisherige Identität verlieren. Derweil findet Columbo heraus, dass Blake in Uganda geboren wurde, und befragt ihn erneut nach einer möglichen Verbindung zu Dyson. Auf diese Weise in die Enge getrieben, akzeptiert Blake Harrows Vorschlag. Als er am Abend in das bereitgestellte Regierungsflugzeug steigen will, um ein neues Leben zu beginnen, wird er vom Inspektor aufgehalten. Dieser hat inzwischen Dysons Lehrbücher studiert und sich außerdem von Tommy erklären lassen, wie die vermeintliche Hellseherei im Institut abgelaufen sein könnte. In Anwesenheit von Blake und Harrow führt er dort denselben Trick noch einmal erfolgreich vor. Danach treffen sich Blake und Columbo wieder in der Werkstatt. Der Inspektor erläutert die manipulierte Versuchsanordnung bei der doch nicht ganz so zufälligen Auswahl der Standorte durch die im Stadtgebiet verteilten Helfer. Darüber hinaus zeigt er, wie die Tür des Lastenaufzugs durch einen Seiltrick scheinbar von innen verschlossen werden konnte. Er wisse zudem, dass Blake der Mörder sei, und kenne dessen Motiv. Zur Demonstration des Guillotinen-Tricks legt sich Columbo auf die Bank. Blake fixiert die Lünette und lässt die Klinge herabfallen. Doch der Inspektor hat die beiden Sicherheitsbeschriftungen auf dem Holzkragen zuvor vertauscht und verfügt nach dem missglückten Mordversuch nun über den fehlenden Beweis.

## Besetzung und Synchronisation
Die deutschsprachige Synchronfassung entstand bei der Alster Studios Synchron.
| Figur              | Darsteller       | Deutscher Sprecher (Fernsehfassung) | Deutscher Sprecher (Videofassung) |
| ------------------ | ---------------- | ----------------------------------- | --------------------------------- |
| Lieutenant Columbo | Peter Falk       | Klaus Schwarzkopf                   | Hans Sievers                      |
| Gaststars          |                  |                                     |                                   |
| Elliott Blake      | Anthony Andrews  | Holger Mahlich                      | Holger Mahlich                    |
| Dr. Paula Hall     | Karen Austin     | Dorothea Kaiser                     | Dorothea Kaiser                   |
| Bert Spindler      | James Greene     | Wolf Rahtjen                        | Günter Lüdke                      |
| Mr. Harrow         | Alan Fudge       | Werner Schumacher                   | Werner Schumacher                 |
| Dori               | Dana Andersen    | Reinhilt Schneider                  | Reinhilt Schneider                |
| Sergeant Russo     | Robert Costanzo  |                                     |                                   |
| Max Dyson          | Anthony Zerbe    | Wolf-Dietrich Berg                  | Matthias Grimm                    |
| Weitere Darsteller |                  |                                     |                                   |
| Tommy              | Michael Bacall   |                                     |                                   |
| Colonel Eckherdt   | Charles Howerton | Joachim Richert                     | Joachim Richert                   |
| Gerichtsmediziner  | Milt Kogan       | Karl-Ulrich Meves                   | Harald Halgardt                   |
| Pfarrer            | Tony Amendola    |                                     |                                   |
| Junger Mann        | Rob Garrison     |                                     |                                   |
| Major Charlie      | Charles Champion | Thomas Schüler                      |                                   |

## Rezeption
Die Fernsehzeitschrift TV Spielfilm vergab eine positive Wertung (Daumen hoch): „Kniffliger Fall, aber vernachlässigte Figuren.“
Das Lexikon des internationalen Films befand: „Bis auf wenige Sequenzen ruhig ablaufender Kriminalfilm um den schrulligen, aber raffinierten Polizisten italienischer Abstammung; ganz auf die immer noch amüsante Hauptfigur zugeschnitten, dialogreich, aber unterhaltsam.“
Der Autor Michael Striss wertete mit drei von vier Sternen (sehr empfehlenswert). Er würdigte den Neuanfang, sah aber auch dramaturgische Schwächen bei der Auflösung des Falles: „Wer unter den vielen Fans der Serie die Befürchtung hegte, eine Neuauflage könne nur im Fiasko enden, durfte erleichtert aufatmen. Der Inspektor nimmt seine Arbeit dort auf, wo er sie unterbrochen hatte. Und er versteht seinen Job noch immer. […] Der Reiz dieser ersten Episode liege weniger in der Krimihandlung, sondern mehr in dem Milieu von Parapsychologie und Politik, von billigen Taschenspielertricks und ausgeklügelten magischen Kunststücken, von denen sich selbst das Militär täuschen lässt. Es ist eine Freude zu sehen, wie erst der minderbemittelt wirkende Polizist den großen Schwindel aufdecken muss. […] Indem der Inspektor den Originaltitel der Episode wörtlich nimmt, betreibt er aber ein Vabanquespiel, das die Grenzen der Glaubwürdigkeit zu sprengen droht. Was wäre, wenn Blake nicht vorgehabt hätte, ihn zu töten? Hätte das Messer aufgrund der vertauschten Schilder dann wirklich ganze Arbeit geleistet? Oder war das Mordinstrument vollständig entschärft worden? Mit Recht nennt Columbo seine extreme Vorgehensweise selbst »zynisch«. Man muss ihm zugutehalten, dass er in vielen Dienstjahren wohl doch mehr über das Böse im Menschen gelernt hat, als es die Schulbuchweisheit träumen lässt. […] Bei dieser Szene zeigt sich allerdings auch der Schwachpunkt der Story: Columbo hat keine Zeugen für diesen Anschlag auf sein Leben.“
Die Los Angeles Times schrieb über die Rückkehr des Serienklassikers: „Falk scheint so sehr bemüht zu sein, dem alten Columbo gerecht zu werden, dass er manchmal fast eine Karikatur ist, die mit schlurfenden Schritten und falscher Höflichkeit zu dick aufträgt und sogar auf die Nerven geht. Während er stets bedächtig herumschleicht, wünscht man sich, er würde einfach die Klappe halten, weitermachen und die Verhaftung vornehmen.“